# Idioma tiví
El idioma tiwi o tiví es una lengua australiana hablada en la isla Melville (en lengua tiví, llamada Yermalner) y la isla Bathurst, en las costas del norte de Australia. 
El tiví es una lengua polisintética. A diferencia de otras lenguas australianas, cuya relación con las lenguas del entorno hace que se puedan agrupar en una familia lingüística, el tiví ha sido considerado una lengua aislada, dentro del heterogéneo grupo de las lenguas no pama-ñunganas.

## Fonología
Como la mayoría de las lenguas australianas, el tiví tiene cuatro series fonéticas distintas de consonantes coronales.
|             | Bilabial | Denti- alveolar | Alveolar | Retrofleja | Palatal | Velar  |
| ----------- | -------- | --------------- | -------- | ---------- | ------- | ------ |
| Plosiva     | p [p]    | th [t̪] ~ [t̠]    | t [t]    | rt [ʈ]     |         | k [k]  |
| Nasal       | m [m]    | nh [n̪]          | n [n]    | rn [ɳ]     |         | ng [ŋ] |
| Rótica      |          | rr [r]          |          |            |         |        |
| Lateral     |          |                 | l [l]    | rl [ɭ]     |         |        |
| Aproximante | w [w]    |                 |          | r [ɻ]      | y [j]   | ? [ɣ]  |